# 1483
1483 (MCDLXXXIII) a fost un an comun al calendarului iulian, care a început într-o zi de miercuri.

## Evenimente
- 1 ianuarie – Evreii sunt expulzați din Andaluzia.
- 11 februarie – În Spania este creat Consiliul General al Inchiziției.
- 9 aprilie – Edward al V- lea devine rege al Angliei.
- 29 aprilie – Gran Canaria, principala insulă a Insulelor Canare, este cucerită de Regatul Castiliei, un pas foarte important în expansiunea Spaniei.
- 30 aprilie – Pluto se deplasează în interiorul orbitei lui Neptun până la 23 iulie 1503, conform calculelor orbitale moderne.
- Aprilie – Regele Edward al V-lea al Angliei și fratele său mai mic Richard, Duce de York locuiesc în Turnul Londrei. Mai târziu în acest an, zvonurile despre crimele lor încep să circule. Până în decembrie, zvonurile au ajuns în Franța. Acesta este începutul misterului privind soarta celor doi Prinți din Turn.
- 13 iunie – William Hastings, primul baron de Hastings, este executat, în prima execuție înregistrată la Turnul Londrei.
- 20 iunie – Puternicul Fernando al II-lea, Duce de Braganza este executat în Portugalia, urmat de alți peste 80 de nobili, pentru complotul său împotriva coroanei regale.
- 25 iunie – Înainte de încoronarea sa, regele Edward al V-lea al Angliei este destituit de unchiul său, Richard, Duce de Gloucester, care devine rege sub numele de Richard al III-lea al Angliei.
- 6 iulie – Richard al III-lea și Anne Neville sunt încoronați rege și regina Angliei, la Westminster Abbey. [1]
- 20 iulie – Ioan al Danemarcei este încoronat rege al Norvegiei.
- 15 august – Se deschide Capela Sixtină în Palatul Apostolic din Roma.
- 3 septembrie – Prinții din Turn, Edward V al Angliei, în vârstă de 12 ani, neîncoronat rege și fratele său de 10 ani, Richard, Duce de York, sunt probabil uciși în această noapte în Turnul Londrei. [2]
- Octombrie – O rebeliune a Ducele de Buckingham este zdrobită de Richard al III-lea al Angliei.
- 29 octombrie – Bătălia de la Una : Forțele Regatului Croației înfrâng armata Imperiului Otoman.

## Arte, științe, literatură și filozofie
- Leonardo da Vinci este însărcinat cu realizarea picturii Fecioara între stânci (prima versiune - cea aflată în prezent la Muzeul Luvru).

## Nașteri
- 14 februarie – Zahir al-Din Mohammed Babur Shah, fondatorul dinastiei Moghul (d. 1530)
- 15 februarie: Babur (n. Zahir al-Din Muhammad), primul împărat și întemeitor al dinastiei Mogulilor din India (d. 1530)
- 6 aprilie: Rafael (n. Rafael Sanzio), pictor italian (d. 1520)
- 20 iulie – Wang Gen, filozof chinez (d. 1541)
- 26 octombrie – Hans Buchner, compozitor german renascentist (d. 1538)
- 10 noiembrie: Martin Luther, preot și doctor german în teologie (d. 1546)
- Petru Rareș, domn al Moldovei (1527-1538 și 1541-1546), (d. 1546)
- Jacquet de Mantua, compozitor francez (d. 1559)
- Chen Chun, pictor chinez (d. 1544)

## Decese
- 9 aprilie – Regele Edward al IV-lea al Angliei (n. 1442) [3]
- 24 aprilie – Margareta de Bourbon, nobil francez (n. 1438)
- 6 mai – Regina Jeonghui, regentă coreeană (n. 1418)
- 13 iunie – William Hastings, primul baron Hastings (executat; n. 1431)
- 30 august: Regele Ludovic al XI-lea al Franței, 60 ani (n. 1423)
- 1 decembrie: Charlotte de Savoia, 42 ani, a doua soție a regelui Ludovic al XI-lea al Franței (n. 1441)